# ホセ・カブレラ原子力発電所
ホセ・カブレラ原子力発電所は、スペインのマドリードの東70kmのアルモナシッド・デ・ソリータにある原子力発電所。ソリータ原子力発電所としても知られる。
発電所は1機の加圧水型原子炉からなり、発電力は160MWe、ウニオン・フェノーサが運用していた。2006年に運転が終了している。
スペインではホセ・カブレラ原子力センターで、1969年のドキュメント映画ではこの名前が見られる。

## 歴史
建設は1964年に始まり、1968年に商用運転が始まり、2006年まで稼動した。2006年には閣僚の命令で停止した。
2010年2月11日、ウニオン・フェノーサは発電所の所有権が放射性廃棄物管理公社エンレサ(Enresa)に移された。エンレサは2015年までに発電所を取り壊すことを計画している。

## 事故
スペイン原子力安全委員会は発電所の調査を行い、安全性が不十分で、2003年12月の燃料取替え1ヵ月後の再開運用からスクリューが失われて反応が妨げられているとした。

## 原子炉
| 原子炉                  | 原子炉形式     | 純発電量 | 総発電量 | 建設開始      | 送電網同期    | 商業運転      | 停止          |
| ----------------------- | -------------- | -------- | -------- | ------------- | ------------- | ------------- | ------------- |
| １号機 (José Cabrera-1) | 加圧水型原子炉 | 141 MW   | 150 MW   | 1964年6月24日 | 1968年7月14日 | 1969年8月13日 | 2006年4月30日 |

## 註
1. ↑  ::FORO Nuclear::
2. 1 2 3  
“José Cabrera moves into decommissioning”. World Nuclear News. (2010年2月11日) 2010年2月14日閲覧。
3. ↑  Power Reactor Information System der IAEA: „Spain, Kingdom of Power Reactors“ Archived 2012年3月3日, at the Wayback Machine. (englisch)